# Mandragora autumnalis
Mandragora autumnalis, la mandràgora és una espècie de fanerògama que pertany a la família de les Solanàcies. Les seves arrels han estat usades durant la història en rituals màgics, ja que les bifurcacions tenen una certa semblança amb una figura humana; fins i tot avui dia es fa servir en les religions neopaganes, com ara la Wicca.

## Nom comú
- Mandrágora: portuguès, castellà
- Autumn mandrake, mandrake, Mediterranean mandrake: anglès
- Mandragore: francès
- Alraunwurzel, Gemeine Alraune: alemany

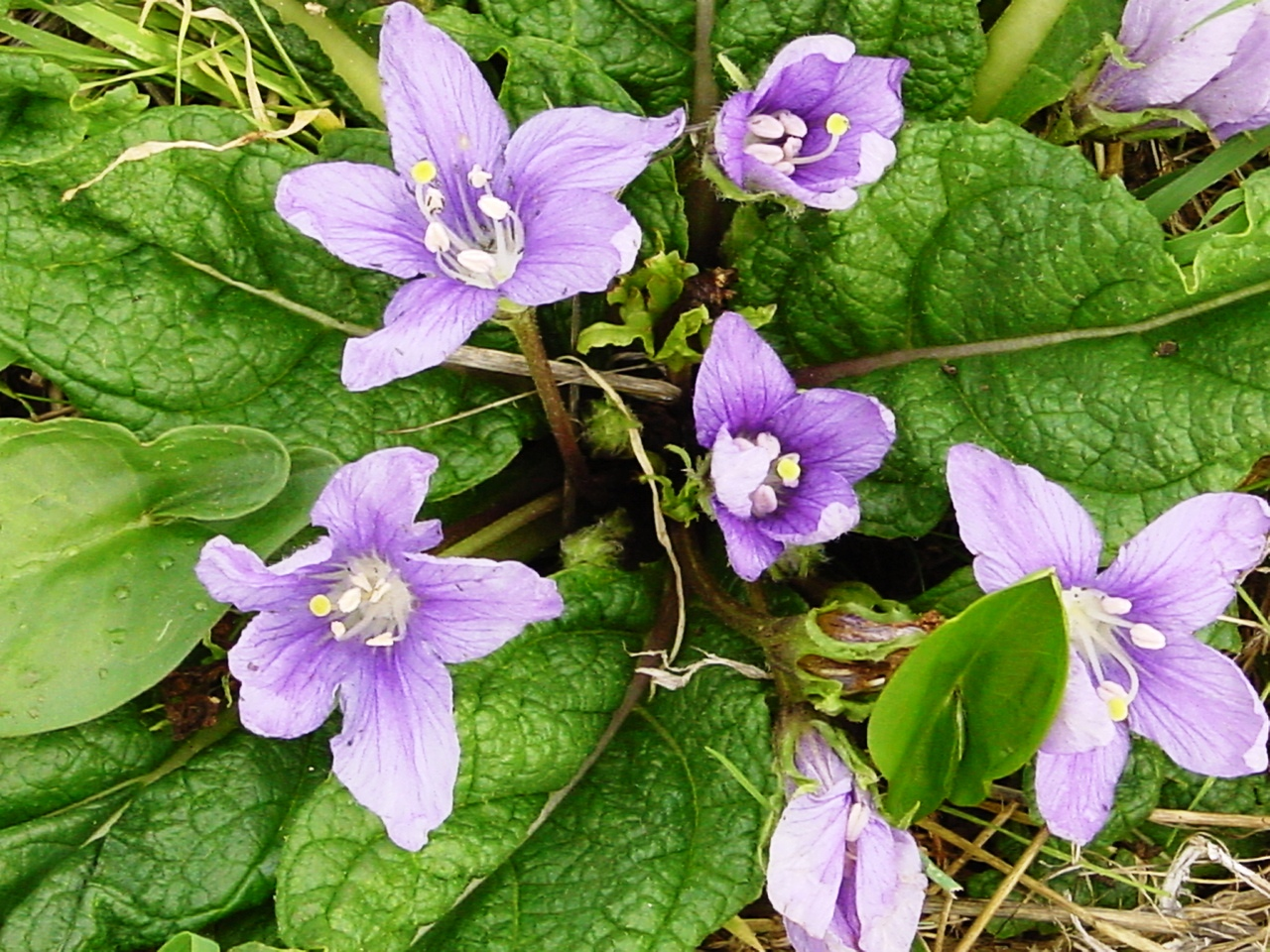
Flors de mandràgora

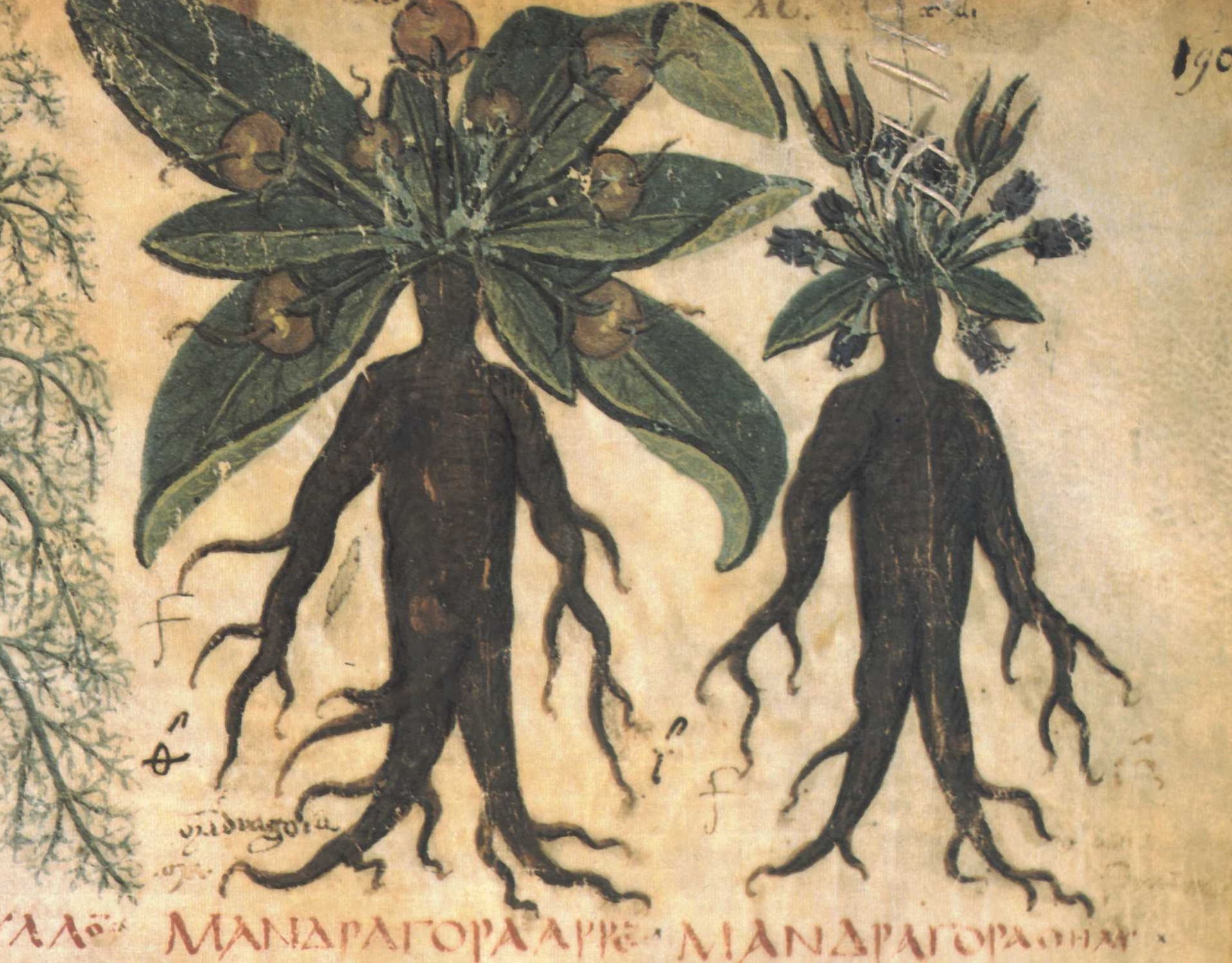
Mandràgora masculina (esquerra) i femenina (dreta) segons el tractat de fitoteràpia De Materia Medica de Dioscòrides Pedaci.

- Alruuna: finlandès
- Alruna: suec
- Alruin: holandès

## Descripció
L' arrel és gruixuda, llarga, generalment dividida en dues o tres ramificacions de color blanquinós que s'estenen per terra. El tall és de color verd fosc; fulles amples i amb superfície rugosa, i tenen el mateix color que el tall. Les flors surten del centre i són de color blanc violaci. La planta arriba als 30 cm. Porta fruits a la tardor, té un color groc o taronja, i aspecte similar a una poma i exhala una olor fètida. Consumir-les pot produir al·lucinacions. Conté alcaloides, com ara atropina i escopolamina. Es feia servir com a anestèsic, com que aquestes substàncies afebleixen els impulsos nerviosos. Administrada en dosis altes pot provocar l'estat de coma.

## Distribució
És originària del sud d'Europa, sobretot de Grècia i Itàlia.
Aquesta planta creix en els boscos tancats, ombrívols i humits, vora els rius i torrents on no arriba la llum del sol.

## Mitologia
Ha estat protagonista de moltes llegendes i rituals. Els mags feien en quelcom similar a una figura humana, tallaven una figura pressionant les arrels a certa alçada per formar un suposat coll, i tallant totes les bifurcacions excepte quatre, que serien les extremitats, i les adoraven com a deus. Durant l'Edat Mitjana les bruixes el feien servir en rituals i per fer ungüents.
Es creia que la planta tenia característiques humanes perquè les seves arrels semblaven dues cames. Hi ha històries que expliquen que aquesta xisclava lamentant-se quan l'extreien de la terra, podent embogir a les persones; i per això, per a arrencar-la del terra se la lligava a un gos. Segons creences populars, creixia sota els patíbuls on queia l'esperma a vegades ejaculada pels penjats (durant les darreres convulsions abans de la mort o per erecció i ejaculació post mortem. Era usada tant en màgia negra com en màgia blanca, com que és verinosa i curativa al mateix temps, segons l'ús; i quan van jutjar a Joana d'Arc la van acusar d'usar la planta, pensaven que per això sentís veus. Es diu que afavoreix la libido.

### Cultura
Nicolàs Maquiavel, autor d'El Príncep, va escriure una comèdia titulada La mandràgora en la qual un ungüent extret de l'arrel podia guarir l'esterilitat. També és citada a la novel·la de J. K. Rowling, Harry Potter, en la de Laura Gallego García, Mandràgora i en la pel·lícula de Guillermo del Toro titulada El laberinto del fauno; també apareix en l'obra teatral de Samuel Beckett Esperant Godot. Va ser el nom que va adoptar el moviment surrealista que va formar el poeta Vicente Huidobro.
A la Bíblia, Raquel, la muller de Jacob, va demanar a Lea (l'altra muller d'aquest) les mandràgores que el fill d'aquesta va recollir al camp. A canvi d'elles va cedir a Lea el dret de passar la nit amb el seu marit Jacob. Com que a la Bíblia es diu que Raquel era estèril, potser pensava que aquesta planta l'ajudaria a concebre.